# Sonja-Verena Albers
Sonja-Verena Albers (20 de marzo de 1972, Friburgo (Alemania)) es una bióloga alemana cuya investigación se centra en las arqueas, su biología molecular y la estructura de su envoltura celular.

## Formación
En 2001 obtuvo el doctorado en microbiología molecular en la Universidad de Groningen, Países Bajos. Su tesis versaba sobre "Transporte de azúcar en la arquea termoacidofílica (Sulfolobus solfataricus)".
Entre 2003 y 2006 realizó un postdoctorado en la misma universidad con una beca VENI de la Organización Holandesa para la Investigación Científica (NWO) y entre 2006 y 2008 obtuvo una beca VIDI, que le permitió seguir con su investigación.

## Trayectoria profesional
- Entre 2008 y 2014 lideró el grupo de investigación Max Planck en el Instituto Max Planck de microbiología terrestre, Marburg.[2]
- Desde 2014 imparte clases de microbiología en la Facultad de Biología de la Universidad Albert Ludwings de Friburgo.[2]
- Desde 2021 es, además, Decana de la Universidad Albert Ludwings de Friburgo.[1]

## Investigación
Su investigación, mediante microscopía criogénica, se centra en el mecanismo de ensamblaje y la función de los flagelos de la archaea (o arquea) –únicos organismos capaces de producir metano y que desempeñan una importante función en el ciclo del nitrógeno de la tierra.– Estos flagelos, llamados flagelos arqueanos o archaellum, son los filamentos o apéndices que se extienden fuera del microorganismo y rotan para impulsar su movimiento.

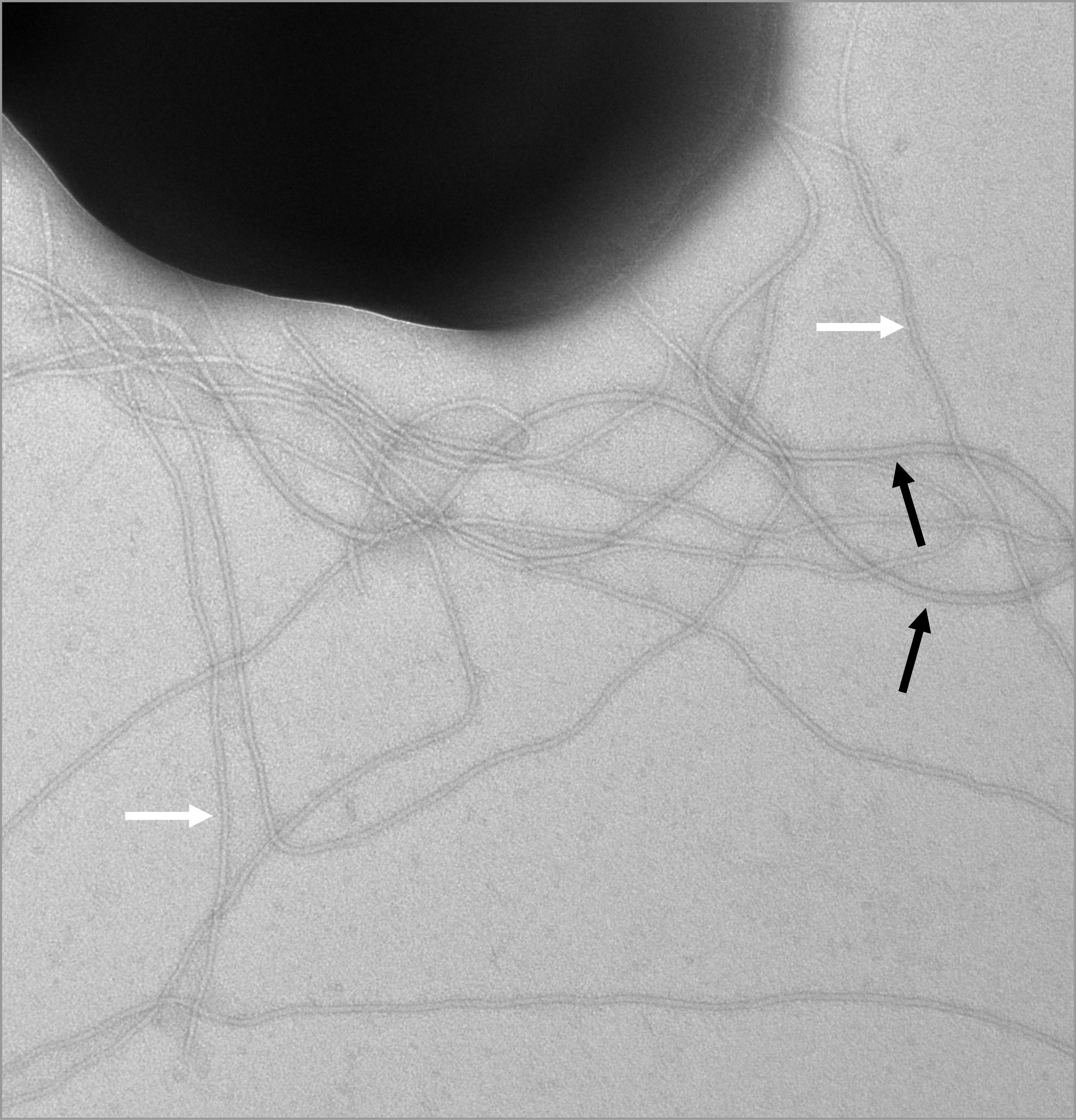
Flagelos de la arquea Sulfolobus

Así mismo, también estudia el mecanismo de división celular por el que se reproduce la archaea y la función que desempeñan los nucleótidos cíclicos en el microorganismo.

## Membresía
- Desde 2016 es miembro electo de la Academia Europea de Microbiología (EAM).[1]
- Desde 2019, miembro electo de la Organización Europea de Biología Molecular (EMBO), Heidelberg.[6]
- Desde 2022, miembro de la Academia Alemana de las Ciencias Naturales Leopoldina.[1]
- Desde 2023, miembro electo de la Sociedad Estadounidense de Microbiología.[7]

## Publicaciones
Es autora o coautora de 194 publicaciones con índice h 53.